# Buritirana
Buritirana là một đô thị thuộc bang Maranhão, Brasil. Đô thị này có diện tích 818,416 km², dân số năm 2007 là 14465 người, mật độ 17,67 người/km².